# Bridgit Mendler

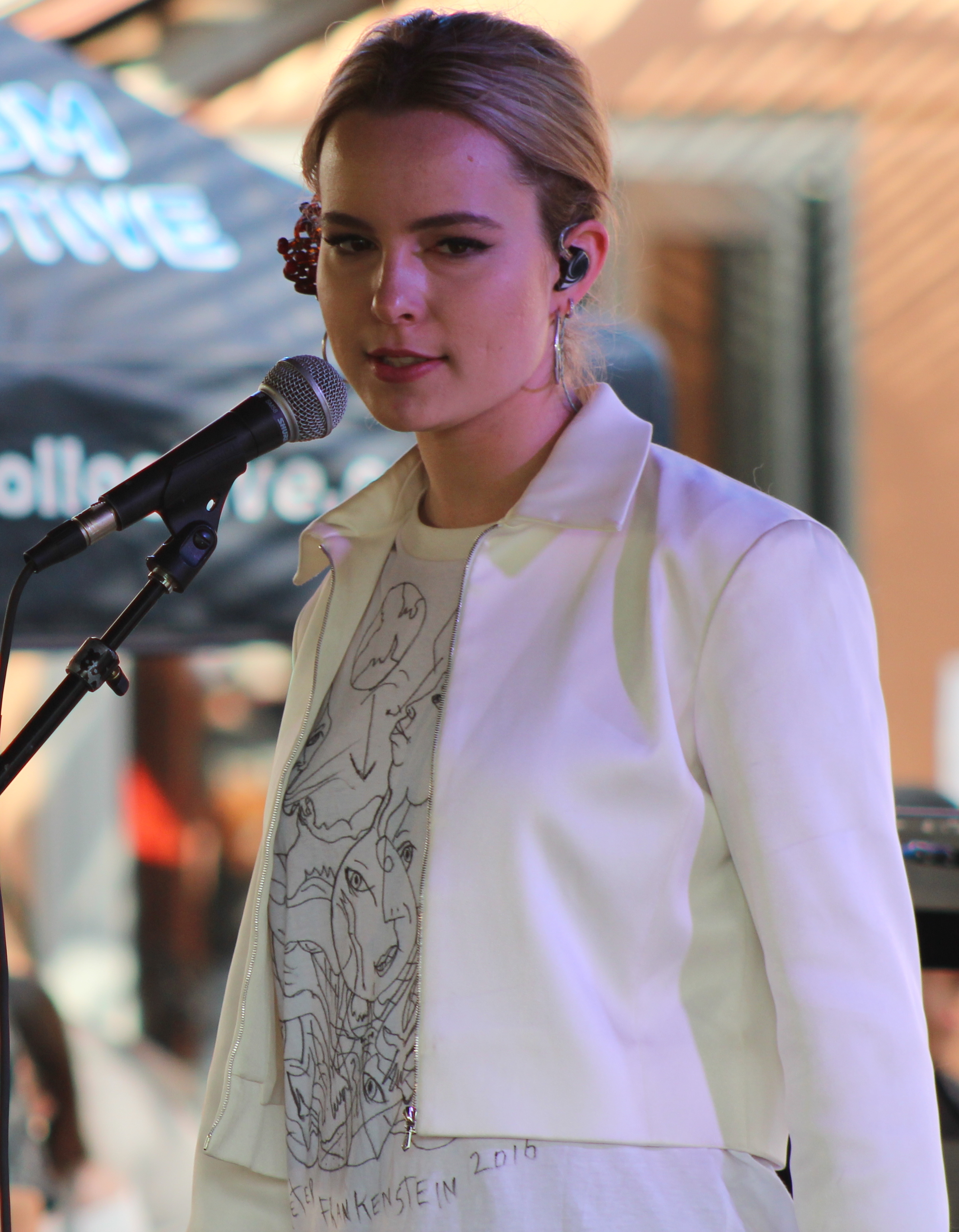
Bridgit Mendler (2017)

Bridgit Claire Mendler (* 18. Dezember 1992 in Washington, D.C.) ist eine US-amerikanische Unternehmerin und ehemalige Schauspielerin und Sängerin, die durch ihre Rolle der Teddy Duncan in der Disney-Channel-Fernsehserie Meine Schwester Charlie bekannt wurde.

## Leben
Mendler wurde am 18. Dezember 1992 in Washington, D.C. geboren und zog im Alter von acht Jahren mit ihrem jüngeren Bruder Nick Mendler und ihren Eltern Leah und Harry Mendler nach San Francisco. Wie Mendler im September 2012 bekannt gab, war sie seit 2010 mit Shane Harper liiert, gab jedoch im November 2015 die Trennung bekannt.
Mendler nahm 2021 ihr Studium in Harvard auf, um einen Doktortitel in Rechtswissenschaften zu erwerben (J.D.). An der Hochschule war sie von 2022 bis 2023 Co-Präsidentin der Harvard Space Law Society.
Sie erwarb zudem einen Master-Abschluss vom Massachusetts Institute of Technology, an dem sie auch promovierte.
Mendler hat ein Adoptivkind und ist mit Griffin Cleverly verheiratet, mit dem sie das Unternehmen Northwood Space, das Bodenstationen zur Auswertung von Satellitendaten herstellt, gegründet hat.

## Schauspiel-Karriere
Eine ihrer ersten Rollen hatte Mendler 2006 in einer Folge der Seifenoper General Hospital. Es folgten unter anderem im Jahr 2008 Auftritte in den Filmen Alice steht Kopf mit Alyson Stoner und Die Glamour-Clique – Cinderellas Rache, der Verfilmung zur Buchreihe Die Glamour-Clique.
2009 hatte sie eine Gastrolle in der Serie JONAS, in der sie die Freundin von Nick Jonas spielte. Im selben Jahr hatte sie neben Lindsay Lohan eine Hauptrolle in dem Film (K)ein bisschen schwanger. Außerdem spielte sie in Alvin und die Chipmunks 2 die Rolle der Becca Kingston.
Erstmals größere Bekanntheit erlangte sie 2009, als sie die Nebenrolle der Vampirin Juliet Van Heusen in der Disney-Channel-Sitcom Die Zauberer vom Waverly Place spielte. Dafür wurde sie bei den Young Artist Awards 2012 in der Kategorie Beste wiederkehrende Schauspielerin in einer Fernsehserie – zwischen 17 und 21 Jahren nominiert. Der große Durchbruch in den USA gelang Mendler mit der Disney-Channel-Sitcom Meine Schwester Charlie, in der sie von April 2010 bis Februar 2014 die Hauptrolle der Teddy Duncan an der Seite von Jason Dolley verkörperte. Diese Rolle übernahm sie auch im 2011 erstmals ausgestrahlten Fernsehfilm Meine Schwester Charlie UNTERWEGS – Der Film, in dem die Familie Duncan Weihnachten feiert, sowie in einem Crossover mit der Serie Jessie.
2010 bekam sie die Hauptrolle der Olivia White in dem Disney Channel Original Movie Lemonade Mouth – Die Geschichte einer Band, der 2011 Premiere feierte.
2012 spielte sie in der zehnten Folge der achten Staffel House M.D. ein Mädchen, welches von zu Hause weglief und sich mit Hilfe eines Obdachlosen Medikamente besorgen wollte. Aufgrund einer Ohrblutung wurde sie von Dr. House eingewiesen und anschließend auch behandelt.
Von März 2015 bis Januar 2016 verkörperte Mendler die weibliche Hauptrolle der Candace in der NBC-Sitcom Undateable.
Im Oktober 2016 wurde bekannt gegeben, dass Mendler die Rolle der Ashley Wilkenson in der Fernsehserie Nashville verkörpern wird.
Bei dem Film Vater des Jahres übernahm sie die Rolle der Meredith. Der Film erschien am 20. Juli 2018 auf Netflix.
Im November 2019 stand Mendler zusammen mit Dennis Quaid, Ashley Tisdale und Brent Morin für die Serie Merry Happy Whatever vor der Kamera. Die erste Staffel erschien am 28. November 2019 auf Netflix.

## Musikkarriere

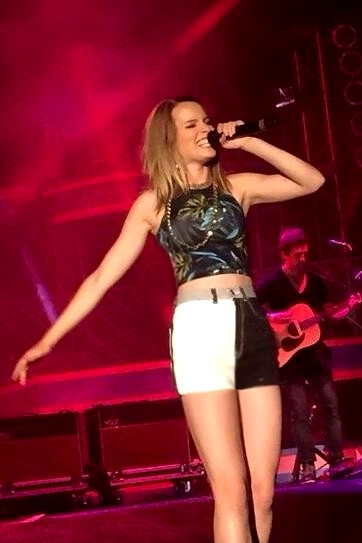
Bridgit Mendler (2014) auf ihrer Summer Tour

Als Sängerin fiel sie zum ersten Mal 2010 auf, als sie den Titelsong Hang In There Baby zu ihrer Serie Meine Schwester Charlie sang. Außerdem nahm sie die Songs When She Loved Me und How to Believe für den Film Tinkerbell 3 – Ein Sommer voller Abenteuer auf. Für den Film Beverly Hills Chihuahua 2 schrieb und sang sie den Song This Is My Paradise.
Für Lemonade Mouth – Die Geschichte einer Band nahm sie mit ihren Co-Stars einige Songs auf und veröffentlichte sie auf dem gleichnamigen Soundtrack.
Am 22. Oktober 2012 erschien Mendlers Debütalbum unter dem Namen Hello My Name Is. Die erste Single Ready or Not feierte am 3. August 2012 auf Radio Disney Premiere. Ab dem 7. August 2012 war die Single überall erhältlich.
Als zweite Single wurde Hurricane am 12. Februar 2013 veröffentlicht. Die dritte und finale Single Top of the World erschien am 17. Juli 2013.
Im Juli 2015 wurde bekannt, dass Mendler Hollywood Records verlassen hat. Am 26. August 2016 erschien Mendler's neue Single, Atlantis. Am 4. November 2016 erschien Do You Miss Me At All. Die EP Nemesis erschien am 18. November 2016 unter ihrem neuen Label Black Box.

## Karriere als Unternehmerin
Parallel zu ihrer Schauspielkarriere absolvierte Mendler ihr Studium und erhielt 2024 einen Ph.D. vom MIT und einen J.D. der Harvard Law School. Gemeinsam mit ihrem Ehemann Griffin Cleverly und dem Ingenieur Shaurya Luthra gründete sie im Oktober 2023 das Unternehmen Northwood Space, ein Startup zur Verbesserung der Kommunikation mit Satelliten. Mendlers Ehemann Cleverly hat die Rolle des CTO, Luthra die des Head of Software inne. CEO des Unternehmens ist Mendler.
Mendler sagte, sie habe sich im Space Bureau der Federal Communications Commission, wo sie laut ihrem LinkedIn-Profil 2022 arbeitete, „in das Weltraumrecht verliebt“. Daraus entwickelte sich dann im Zuge der Covid-Pandemie ihr Unternehmen.
In einem Interview mit CNBC gibt Mendler an, dass die Idee für das Unternehmen während ihres Aufenthalts in New Hampshire während der COVID-19-Sperrungen entstand. Das daraus resultierende Unternehmen wurde mit Finanzierung in Höhe von 6,3 Millionen Dollar von Investoren wie dem Founders Fund und Andreessen Horowitz gegründet.
Ihr Unternehmen Northwood Space konzentriert sich auf die Massenproduktion von Bodenstationen, die der Weiterleitung von Satellitendaten, beispielsweise Klimadaten dienen.
Das Northwood-Team sieht sein Potenzial darin, dass „sich viele Schlüsselaspekte der Bodenarchitektur seit den 1960er Jahren kaum verändert haben.“ Massenhaft hergestellte, effizientere Alternativen sollen so die Auswertung von Satellitendaten zugänglicher machen. Mendlers Unternehmen trägt der kommerziellen Erschließung des Weltalls bei.
Ziel des Unternehmens ist es, eine „Datenautobahn zwischen der Erde und dem Weltraum“ aufzubauen, so Mendler gegenüber CNBC. Es wird sich auf die schnelle Herstellung und den Einsatz von Bodenstationen konzentrieren, um die großen Datenmengen zu bewältigen, die im Zuge des Wachstums der Raumfahrtindustrie gesendet werden.

## Diskografie

### Studioalben
| Jahr | Titel               | Höchstplatzierung, Gesamtwochen, AuszeichnungChartsChartplatzierungen (Jahr, Titel, Platzierungen, Wochen, Auszeichnungen, Anmerkungen) | Anmerkungen                            |
| Jahr | Titel               | US | Anmerkungen                            |
| ---- | ------------------- | --- | -------------------------------------- |
| 2012 | Hello My Name Is... | US30 (22 Wo.)US | Erstveröffentlichung: 22. Oktober 2012 |

### EPs
- 2013: Live in London
- 2016: Nemesis

### Soundtracks
| Jahr | Titel                                      | Höchstplatzierung, Gesamtwochen, AuszeichnungChartplatzierungen (Jahr, Titel, Platzierungen, Wochen, Auszeichnungen, Anmerkungen) | Höchstplatzierung, Gesamtwochen, AuszeichnungChartplatzierungen (Jahr, Titel, Platzierungen, Wochen, Auszeichnungen, Anmerkungen) | Anmerkungen                                                                                         |
| Jahr | Titel                                      | AT | US | Anmerkungen                                                                                         |
| ---- | ------------------------------------------ | --- | --- | --------------------------------------------------------------------------------------------------- |
| 2011 | Lemonade Mouth – Die Geschichte einer Band | AT38 (2 Wo.)AT | US4 (23 Wo.)US | Erstveröffentlichung: 12. April 2011 mit Adam Hicks, Naomi Scott & Hayley Kiyoko als Lemonade Mouth |

### Singles
| Jahr | Titel Album                              | Höchstplatzierung, Gesamtwochen, AuszeichnungChartplatzierungen (Jahr, Titel, Album, Platzierungen, Wochen, Auszeichnungen, Anmerkungen) | Höchstplatzierung, Gesamtwochen, AuszeichnungChartplatzierungen (Jahr, Titel, Album, Platzierungen, Wochen, Auszeichnungen, Anmerkungen) | Höchstplatzierung, Gesamtwochen, AuszeichnungChartplatzierungen (Jahr, Titel, Album, Platzierungen, Wochen, Auszeichnungen, Anmerkungen) | Höchstplatzierung, Gesamtwochen, AuszeichnungChartplatzierungen (Jahr, Titel, Album, Platzierungen, Wochen, Auszeichnungen, Anmerkungen) | Anmerkungen                                                                                      |
| Jahr | Titel Album                              | DE | AT | UK | US | Anmerkungen                                                                                      |
| ---- | ---------------------------------------- | --- | --- | --- | --- | ------------------------------------------------------------------------------------------------ |
| 2011 | Somebody Lemonade Mouth (Soundtrack)     | — | — | — | US89 Gold · (1 Wo.)US | Erstveröffentlichung: 4. April 2011                                                              |
| 2011 | Determinate Lemonade Mouth (Soundtrack)  | DE92 (1 Wo.)DE | — | — | US51 Platin · (3 Wo.)US | Erstveröffentlichung: 15. April 2011 feat. Adam Hicks, Naomi Scott & Hayley Kiyoko               |
| 2011 | Breakthrough Lemonade Mouth (Soundtrack) | — | — | — | US88 (1 Wo.)US | Erstveröffentlichung: 2. Mai 2011 mit Adam Hicks, Naomi Scott & Hayley Kiyoko als Lemonade Mouth |
| 2012 | Ready or Not Hello My Name Is...         | — | AT25 (7 Wo.)AT | UK7 Platin · (17 Wo.)UK | US49 Platin · (13 Wo.)US | Erstveröffentlichung: 7. August 2012                                                             |

Weitere Singles
- 2011: Wait for Me (Shane Harper feat. Bridgit Mendler)
- 2013: Top of the World
- 2016: Atlantis (feat. Kaiydo)
- 2016: Do You Miss Me at All
- 2017: Temperamental Love (feat. Devontée)
- 2017: Can‘t Bring This Down (feat. Pell)
- 2017: Diving (feat. RKCB)

## Auszeichnungen für Musikverkäufe
| Goldene Schallplatte - Brasilien - 2024: für die Single Ready or Not - Neuseeland - 2023: für das Album Hello My Name Is... - Vereinigte Staaten - 2014: für die Single Hurricane | Platin-Schallplatte - Dänemark - 2013: für das Streaming Ready or Not - Kanada - 2013: für die Single Ready or Not - Neuseeland - 2013: für die Single Ready or Not |

Anmerkung: Auszeichnungen in Ländern aus den Charttabellen bzw. Chartboxen sind in ebendiesen zu finden.
| Land/RegionAuszeichnungen für Musikverkäufe (Land/Region, Auszeichnungen, Verkäufe, Quellen) | Gold     | Platin     | Verkäufe  | Quellen              |
| -------------------------------------------------------------------------------------------- | -------- | ---------- | --------- | -------------------- |
| Brasilien (PMB)                                                                              | Gold1    | —          | 30.000    | pro-musicabr.org.br  |
| Dänemark (IFPI)                                                                              | —        | Platin1    | —         | ifpi.dk              |
| Kanada (MC)                                                                                  | —        | Platin1    | 80.000    | musiccanada.com      |
| Neuseeland (RMNZ)                                                                            | Gold1    | Platin1    | 22.500    | radioscope.co.nz NZ2 |
| Vereinigte Staaten (RIAA)                                                                    | 2× Gold2 | 2× Platin2 | 3.000.000 | riaa.com             |
| Vereinigtes Königreich (BPI)                                                                 | —        | Platin1    | 600.000   | bpi.co.uk            |
| Insgesamt                                                                                    | 4× Gold4 | 6× Platin6 |           |                      |

## Tourneen
- 2012: Bridgit Mendler: Live in Concert
- 2013–2014: Summer Tour
- 2016–2017: Nemesis Tour

## Filmografie (Auswahl)

### Filme
- 2007: Alice steht Kopf (Alice Upside Down)
- 2008: Die Glamour-Clique – Cinderellas Rache (The Clique)
- 2009: (K)ein bisschen schwanger (Labor Pains)
- 2009: Alvin und die Chipmunks 2 (Alvin and the Chipmunks: The Squeakquel)
- 2011: Beverly Hills Chihuahua 2
- 2011: Lemonade Mouth – Die Geschichte einer Band (Lemonade Mouth)
- 2011: Meine Schwester Charlie unterwegs – Der Film (Good Luck Charlie, It’s Christmas!)
- 2018: Vater des Jahres (Father of the Year)

### Fernsehserien
- 2006: General Hospital (Eine Episode)
- 2009: JONAS – Die Serie (JONAS, Episode 1x01)
- 2009–2012: Die Zauberer vom Waverly Place (Wizards of Waverly Place, 11 Episoden)
- 2010–2014: Meine Schwester Charlie (Good Luck Charlie, 100 Episoden)
- 2011: So Random! (Episode 1x16)
- 2012: Dr. House (House, Episode 8x10)
- 2013: Violetta (Episode 2x11)
- 2013: Jessie (Episode 3x07)
- 2015–2016: Undateable (23 Episoden)
- 2017: Nashville (2 Folgen)
- 2019: Merry Happy Whatever (8 Folgen)

## Auszeichnungen und Nominierungen
| Tabellarische Übersicht der Auszeichnungen und Nominierungen | Tabellarische Übersicht der Auszeichnungen und Nominierungen | Tabellarische Übersicht der Auszeichnungen und Nominierungen | Tabellarische Übersicht der Auszeichnungen und Nominierungen    | Tabellarische Übersicht der Auszeichnungen und Nominierungen |
| Jahr                                                         | Auszeichnung                                                 | Für                                                          | Kategorie                                                       | Resultat                                                     |
| ------------------------------------------------------------ | ------------------------------------------------------------ | ------------------------------------------------------------ | --------------------------------------------------------------- | ------------------------------------------------------------ |
| 2010                                                         | Teen Choice Awards                                           | Good Luck Charlie                                            | TV Breakout Star Female                                         | Nominiert                                                    |
| 2010                                                         | Popstar! Magazine                                            | Bridgit Mendler                                              | Female Newcomer                                                 | Gewonnen                                                     |
| 2010                                                         | J-14’s Teen Icon Awards                                      | Bridgit Mendler                                              | Icon of Tomorrow                                                | Nominiert                                                    |
| 2011                                                         | J-14’s Teen Icon Awards                                      | Good Luck Charlie                                            | Iconic TV Actress                                               | Gewonnen                                                     |
| 2012                                                         | Nickelodeon Kids’ Choice Awards                              | Good Luck Charlie                                            | Favorite TV Actress                                             | Nominiert                                                    |
| 2012                                                         | Common Sense Media Awards                                    | Bridgit Mendler                                              | Role Model of the Year                                          | Gewonnen                                                     |
| 2012                                                         | Young Artist Award                                           | Wizards of Waverly Place                                     | Best Performance in a TV Series – Recurring Young Actress 17–21 | Nominiert                                                    |
| 2013                                                         | Nickelodeon Kids’ Choice Awards                              | Good Luck Charlie                                            | Favorite TV Actress                                             | Nominiert                                                    |
| 2013                                                         | MTV Europe Music Awards                                      | sie selbst                                                   | Best Push                                                       | Nominiert                                                    |
| 2013                                                         | MTV Europe Music Awards                                      | sie selbst                                                   | Artist on The Rise                                              | Nominiert                                                    |
| 2013                                                         | Radio Disney Music Awards                                    | Ready or Not                                                 | Best Acoustic Performance                                       | Gewonnen                                                     |
| 2013                                                         | Radio Disney Music Awards                                    | Ready or Not                                                 | Best Music Video                                                | Nominiert                                                    |
| 2013                                                         | Shorty Awards                                                | sie selbst                                                   | Best Singer                                                     | Nominiert                                                    |
| 2013                                                         | Shorty Awards                                                | Ready or Not                                                 | Best Song                                                       | Nominiert                                                    |
| 2013                                                         | Shorty Awards                                                | Good Luck Charlie                                            | Best Actress                                                    | Nominiert                                                    |
| 2013                                                         | Teen Choice Awards                                           | Good Luck Charlie                                            | Favorite TV Actress – Leading Role in a Comedy                  | Nominiert                                                    |
| 2014                                                         | Nickelodeon Kids’ Choice Awards                              | Good Luck Charlie                                            | Favorite TV Actress                                             | Nominiert                                                    |
| 2014                                                         | World Music Awards                                           | sie selbst                                                   | Best Live Act                                                   | Nominiert                                                    |
| 2014                                                         | World Music Awards                                           | sie selbst                                                   | Best Female Artist                                              | Nominiert                                                    |
| 2014                                                         | World Music Awards                                           | sie selbst                                                   | Best Entertainer                                                | Nominiert                                                    |
| 2014                                                         | World Music Awards                                           | Ready or Not                                                 | Best Song                                                       | Nominiert                                                    |
| 2014                                                         | World Music Awards                                           | Ready or Not                                                 | Best Video                                                      | Nominiert                                                    |
| 2015                                                         | World Music Awards                                           | sie selbst                                                   | Best Female Artist                                              | Nominiert                                                    |
| 2015                                                         | World Music Awards                                           | sie selbst                                                   | Best Entertainer                                                | Nominiert                                                    |
| 2015                                                         | World Music Awards                                           | sie selbst                                                   | Best Live Act                                                   | Nominiert                                                    |